# Afranthidium malacopygum
Afranthidium malacopygum är en biart som först beskrevs av Giovanni Gribodo 1894.
Afranthidium malacopygum ingår i släktet Afranthidium och familjen buksamlarbin. Inga underarter finns listade i Catalogue of Life.